# 鲍明晓
鲍明晓（1962年—），安徽芜湖人，享受国务院特殊津贴专家，北京体育大学教授。

## 生平
1983年本科毕业于安徽师范大学，1988年硕士毕业于上海体育学院，同年进入安徽师范大学任教。1994年调至首都体育学院，任教务处长、教授。2005年于上海体育学院获博士学位。2000年任国家体育总局体育科学研究所研究员。现任北京体育大学二级教授、博士生导师，北京体育大学中国体育政策研究院执行院长。。
2023年1月，代表体育界当选第十四届全国政协委员。

## 学术贡献
主要从事体育战略、体育产业、体育政策研究工作。主持国家自然科学基金项目等课题多项，研究成果获国家体育总局体育哲学社会科学优秀成果一等奖2项、上海市科技进步三等奖1项。

## 社会兼职
国家自然科学基金和哲学社会基金项目评委，中国体育科学学会体育产业分会副主任，中国篮球协会战略规划委员会主任，中国田径协会第十届执委会执委。

## 著作
- 《体育概论新修》（1998年，首都师范大学出版社）
- 《体育产业：新的经济增长点》（2000年，人民体育出版社）
- 《体坛热点解读》（2003年，人民体育出版社）
- 《体育市场——新的投资热点》（2004年，人民体育出版社）
- 《中国体育产业发展报告》（2006年，人民体育出版社）
- 《中国职业体育评述》（2010年，人民体育出版社）
- 《财富体育论》（2012年，人民体育出版社）